# Can de chira
Can de chira är en hundras från Spanien. Den är en vallande herdehund från aragonska delarna av Pyrenéerna. Rasen är inte officiellt erkänd av den spanska kennelklubben Real Sociedad Canina en España (RSCE), men är listad i grupos étnicos caninos för regionalt förankrade hundraser. En provisorisk standard är fastställd.